# Università di Rennes 2 Alta Bretagna
Université Rennes 2 Haute Bretagne (UHB) è un'università pubblica francese situata nella città di Rennes nel dipartimento delle Ille-et-Vilaine, specializzata in scienze umanistiche e della cultura. Conta su 17.000 studenti.

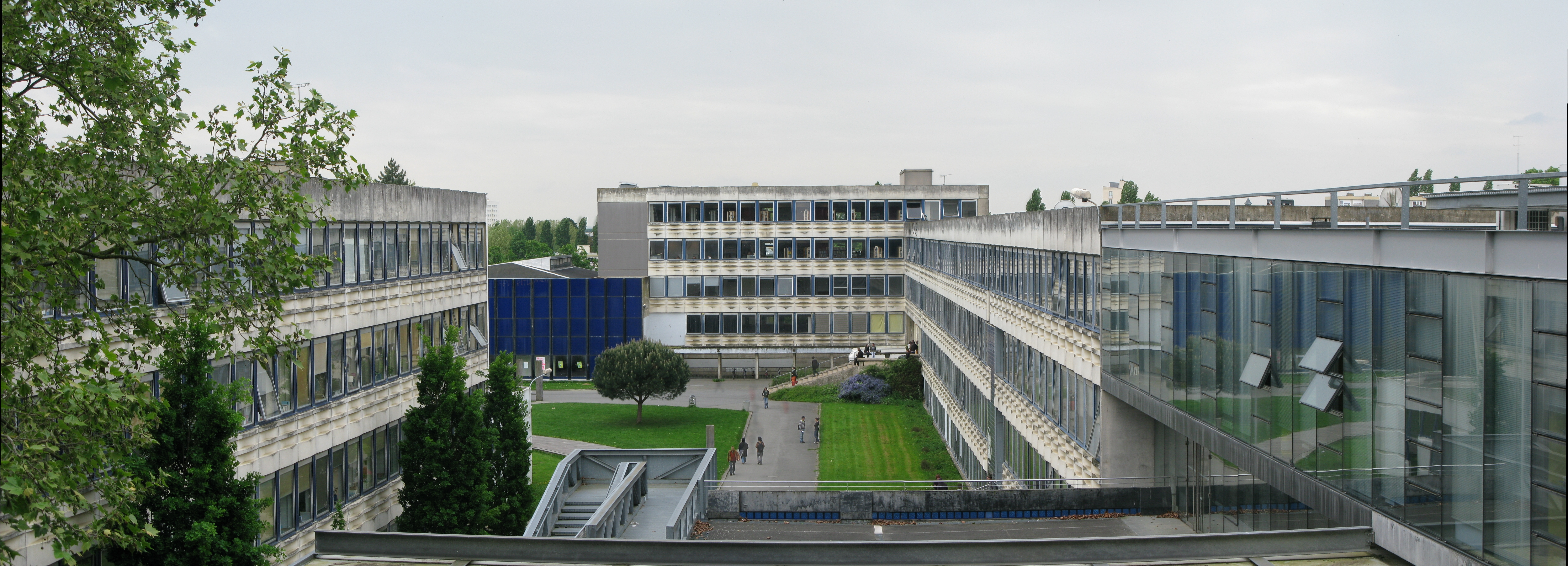
Università di Rennes 2